# Kemminghausen
Kemminghausen ist ein Dortmunder Stadtteil im Stadtbezirk Eving. Die ehemalige Gemeinde wurde am 10. Juni 1914 nach Dortmund eingegliedert.

## Lage
Der nördlich von Eving und östlich von den Waldgebieten Grävingholz und Süggel gelegene Stadtteil ist vorwiegend ländlich geprägt. Der Stadtteil ist eng mit Eving verbunden; beide Stadtteile gehen nahtlos ineinander über.

## Geschichte
Kemminghausen wurde erstmals 1303 mit Hinrico de Kedeminchusen urkundlich erwähnt. 1329 wird der Ort to Kedeminchusen im Dortmunder Urkundenbuch genannt. In den Jahren 1371 und 1372 wird der Adelige Hermanno de Kedeminchusen im Urkundenbuch des Klosters Clarenberg erwähnt. In der 1. Hälfte des 15. Jahrhunderts wird das Grundstück mansus Theoderici de Kedemynchůsen in einem Heberegister genannt. Ab 1841 erscheint der heutige Ortsname Kemminghausen.  
Kemminghausen gehörte im Spätmittelalter und der Frühen Neuzeit im Kirchspiel Kirchderne zur Grafschaft Dortmund, zeitweise zur Grafschaft Mark und ab 1504 zur Reichsstadt Dortmund.
Die Deutung des Ortsnamens ist unklar, könnte aber mit seiner -inghausen-Bildung mit bei den Häusern der Leute des Kedin/Kadan (PN ?) umschrieben werden.
Im 19. Jahrhundert war Kemminghausen eine Landgemeinde im Landkreis Dortmund und Amt Lünen. 1885 hatte die Gemeinde (plus 1 Wohnplatz) eine Fläche von 1,68 km², davon 104 ha Ackerland, 19 ha Wiesen und 12 ha Holzungen. Es gab 17 Wohngebäude mit 24 Haushaltungen und 173 Einwohner.
Sehenswert ist der Schacht 5, ein ehemaliger Wetterschacht der Zeche Minister Stein. Der Schacht hat eine Teufe von 952 Metern und einen Durchmesser von 7,60 Meter. Der Wetterschacht wurde 1987 außer Betrieb genommen und 1988 zum Denkmal erklärt. Heute ist in den Gebäuden über Tage eine Gaststätte und ein Biergarten untergebracht.
Aushängeschild Kemminghausens ist der örtliche Sportverein VfL Kemminghausen 1925 e. V., einer der größten Sportvereine im Dortmunder Norden.

## Bevölkerung
Kemminghausen hat 1623 Einwohner, davon sind etwa 21,8 % Ausländer. In den letzten Jahren ist der Ausländeranteil gewachsen. Der Stadtteil hat eine jüngere Bevölkerung im Durchschnitt.
Struktur der Kemminghausener Bevölkerung (2018):
- Bevölkerungsanteil der unter 18-Jährigen: 16,5 % [Dortmunder Durchschnitt: 16,2 % (2018)][1]
- Bevölkerungsanteil der über 65-Jährigen: 18,3 % [Dortmunder Durchschnitt: 20,2 % (2018)][1]
- Ausländeranteil: 21,8 % [Dortmunder Durchschnitt: 18,8 % (2019)][1]
- Arbeitslosenquote: 12,5 % [Dortmunder Durchschnitt: 9,8 % (2018)][1]

Das durchschnittliche Einkommen in Kemminghausen liegt etwa 10 % unter dem Dortmunder Durchschnitt.

### Bevölkerungsentwicklung
| Jahr | Einw. |
| ---- | ----- |
| 2003 | 1807  |
| 2008 | 1738  |
| 2010 | 1624  |
| 2013 | 1662  |
| 2018 | 1623  |